# Рамски партизански одред
Рамски народноослободилачки партизански (НОП) одред је био партизанска јединица у саставу Народноослободилачке војске и партизанских одреда Југославије током Другог светског рата у Босни и Херцеговини.

## Историјат
Формиран је почетком фебруара 1943. у рејону Прозора од Прозорског партизанског батаљона и новопридошлог људства из прозорског и коњичког среза. У четвртој непријатељској офанзиви, крајем фебруара 1943, Одред је расформиран и његово људство, осим мање групе бораца која је остала у ширем рејону Прозора, ушло је, по наређењу Врховног штаба, у састав 5. црногорске и 10. херцеговачке бригаде. После битке на Сутјесци (пета непријатељска офанзива), преостали део људства с тог подручја вратио је Врховни штаб у рејон Прозора, где је средином јула обновљен Одред јачине од 80 бораца. Одред је дејствовао у саставу 10. дивизије и убрзо се повећао доласком бораца из прозорског и коњичког среза, а делимично и из ливањског и дувањског. У првој половини новембра имао је 180 бораца, од којих 12 чланова КПЈ, 18 кандидата и 14 чланова СКОЈ. Дејствовао је у захвату комуникације Сарајево—–Коњиц—Мостар. Међу многим успелим акцијама значајније су: ослобођење Прозора 6. августа (са деловима 7. крајишке бригаде), заузимање Острошца 17/18. септембра, у којем је разбио чету 2. горског здруга, и избацио из строја 53 домобране; напад на железнички транспорт код Брадине 17/18. новембра, кад је уништио локомотиву и 8 вагона и избацио из строја 84 непријатељска војника; напад на оклопни воз код железничке станице Зуглићи 21/22. децембра (са 9. крајишком бригадом), кад је уништена композиција теретног воза са муницијом и ратном опремом. У јануару 1944. Одред је водио борбе против делова немачке 369. (легионарске) дивизије у долини Раме и у рејону Прозора ; у фебруару је нарастао на 250 бораца, а у марту је дошло до масовнијег прилива нових бораца, па су у Одреду формирана два батаљона; 14. маја, кад је већ имао 480 бораца, по наређењу Штаба 5. корпуса НОВЈ,
од њега је у селу Уздолу, код Прозора, формирана 17. крајишка бригада.